# Polibte nevěstu
Polibte nevěstu (v originále Kiss the Bride) je americká filmová komedie z roku 2007, který režíroval C. Jay Cox. Film má obdobnou zápletku jako snímek Svatba mého nejlepšího přítele, na který je v ději několikrát odkazováno, jen s rozdílem, že se jedná o vztah dvou mužů. Snímek měl světovou premiéru na Outfest Film Festivalu dne 23. července 2007.

## Děj
Matt žije v San Franciscu, kde je šéfredaktorem časopisu Queery pro gaye. Právě připravuje speciální vydání týkající se registrovaného partnerství. V množství došlých pozvánek na svatbu objeví i svatební oznámení svého přítele Ryana ze střední školy, se kterým se deset let neviděl, a který si bere svou snoubenku Alex. Rozhodne se proto na svatbu přijet, aby zjistil, co se s Ryanem děje. Ten zůstal v Novém Mexiku a pracuje ve stavební firmě svého otce. Večer před stavbou Ryanovi sdělí, že jej stále miluje a při líbání je uvidí snoubenka Alex. Ona sama poslala Mattovi svatební oznámení, protože si nebyla jistá vztahem Ryana a Matta. Sdělí mu, aby si svatbu do druhého dne promyslel. Při svatebním obřadu Ryan všem oznámí, že kdysi byl zamilovaný do Matta, ale nyní do Alex a proto si ji vezme.

## Obsazení
| Tori Spelling    | Alex Golski   |
| James O'Shea     | Ryan Woodson  |
| Philipp Karner   | Matt Roman    |
| Amber Benson     | Elly Golski   |
| Joanna Cassidy   | Evelyn Golski |
| Garrett M. Brown | Gerald Golski |
| Tess Harper      | Barbara       |
| Robert Foxworth  | Wayne Woodson |
| Steve Sandvoss   | Sean          |
| Michael Medico   | Chris         |